# ديل أوديل
ديل أوديل كان الاسم المسرحي لأوديلا نيوتن (بالإنجليزية: Dell O'Dell)؛ (20 تشرين الثاني 1897- 5 شباط 1962) ساحرة أمريكية تعتبر رائدة في مهنتها دمت نموذجًا يحتذى به للفنانات المعاصرات. أُشتُهرت لكونها واحدة من أوائل السحرة الذين ظهروا على شاشة التلفاز، في برنامجها الخاص ديل اوديل شو (بالإنجليزية: The Dell O'Dell Show])، على محطة (أي بي سي)المحلية في لوس أنجلوس في عام (1951). كانت أيضًا واحدة من عدد قليل من النساء الأمريكيات اللائي لديهن سيرك خاص بها، سيرك جمعية ديلا أوديل (بالإنجليزية: Della O'Dell)، الذي قام بجولة في الغرب الأوسط في عامي1925 و1926. قبل أن تصبح واحدة من أشهر السحرة الإناث في حلبة النوادي الليلية خلال الثلاثينيات والأربعينيات والخمسينيات من القرن الماضي، قدمت ديل اوديل (بالإنجليزية: Dell O'Dell)عرضًا هزلياً  في المسرح، تضمنت مهاراتها شعوذة الأثاث وإلقاء محاضرات حول الثقافة البدنية.
في مرحلة مبكرة من حياتها المهنية، حصلت على حقوق التمثيل السحري الكوميدي لفرانك فان هوفن (1886-1929)وابتكرت نسخها الخاصة من حيله السحرية الهزلية.  في ذروة حياتها المهنية، وُصفت بأنها «السيدة الساحرة الرائدة في العالم» و «ملكة السحر».
كان والد أوديلا نيوتن لاكي بيل (1859-1937)يدير سيركه الخاص، وبدأت تتعلم اللعب من فناني الأداء في السيرك عندما كانت صغيرة. لقد طورت أسلوبًا يتميز بطقطقة لاذعة وقوافي لطيفة، والتي أصبحت شيئًا من العلامات التجارية.  في عام 1939، تزوجت منتشارلز كارير (1889-1071)، المشعوذ الشهير من زيورخ، سويسرا، والذي ساعدها أحيانًا في عرضها وأعادت بناء وإصلاح الدعائم لها.
أصبحت رائدة في السحر التلفزيوني عندما بدأ برنامج ديل اوديل شو (بالإنجليزية: Dell: O'Dell Show)البث على محطة محلية في منطقة لوس أنجلوس في كاليفورنيا في 14 ايلول 1951، وبالتالي فقد سبق لها أن أقدمت على العديد من رواد السحر التلفزيوني المشهورين، مثل مارك ويلسون، الذي بدأ عرضه التلفزيوني الأول في عام 1955، وريتشياردي جونيور الذي قدم أول ظهور له في عرض إد سوليفان في عام 1956.
كتبت أوديل كثيرًا عن موضوع السحر، فقد كتبت لمدة ثماني سنوات في الأربعينيات من القرن الماضي، ساهمت في كتابة عمود بعنوان ديل لايتفولي (بالإنجليزية: Dell-Lightfully) لمجلة السحرة لينكنغ رينغ (بالإنجليزية: The: Linking Ring).
أنتجت أيضًا عددًا من كتب الحيل وإجراءات الأداء، بما في ذلك تقديم اللحظات السحرية على كلا الجانبين من الأضواء في عام (1939 و1946)، على الرغم من أن كلا الكتابين كتبوا لها بطريقة الأشباح، نُشر عرضها التقديمي ستامب البوم (بالإنجليزية:Stamp Album) في المجلد 4 من دورة تاربيل كورس ان ماجيك (بالإنجليزية:Tarbell Course in Magic).
توفيت أوديل عن عمر يناهز 64 عاماً بسبب الورم النقوي المتعدد وتركت جسدها إلى المركز الطبي بجامعة كاليفورنيا في لوس أنجلوس للبحث العلمي.  توفي زوجها تشارلي في (25 كانون الأول 1971). وفي عام 2014، تم إصدار سيرة مايكل كلاكستون لاوديل (لـبالإنجليزية:O'Dell)، لا تخدع نفسك: الحياة السحرية لديل اوديل لـ (بالإنجليزية:Dell O'Dell)، بواسطة (squash puplishing).

## روابط خارجية
- Picture of Dell O'Dell at the National Library of Australia
- Web site devoted to Dell O'Dell by The Houdini Museum